# Aharon Uzan
Aharon Uzan (hebrejsky אהרן אוזן‎, 1. listopadu 1924 Moknine, Tunisko – 23. ledna 2007) byl izraelský politik, který během 70. a 80. let zastával řadu postů v izraelských vládách.

## Biografie
Narodil se v tuniském městě Moknine a v mládí byl členem revizionistického hnutí Betar. V roce 1949 podnikl aliju do Izraele a vstoupil do levicové strany Mapaj. Usadil se v mošavu Gilat, kde v letech 1952 až 1959 působil jako tajemník a pokladník. V roce 1960 založil společnost Negev Moshav Purchasing Company, kterou vedl až do roku 1968. Mimo to založil vodárenskou společnost Negev a přepravní společnost Merchav.
Ve volbách v roce 1965 byl zvolen poslancem za alianci Ma'arach (formace zastupující Mapaj a Achdut ha-avodu) a v lednu 1966 byl jmenován náměstkem ministra zemědělství, kterým byl až do voleb v roce 1969, v nichž neobhájil svůj poslanecký mandát.
V letech 1970 až 1973 byl tajemníkem hnutí Mošavim. Přestože nebyl poslancem, byl v roce 1974 jmenován ministrem komunikací ve vládě Goldy Meirové. Po její rezignaci vytvořil její nástupce Jicchak Rabin později téhož roku novou vládu, v níž Uzan zastával post ministra zemědělství. V březnu 1975 navíc získal někdejší portfolio komunikací. Po vítězství Likudu ve volbách v roce 1977 přišel o své ministerské funkce.
V roce 1981 opustil Ma'arach a společně s Aharonem Abuchacirou založil novou stranu Tami. Ta ve volbách v témže roce získala tři poslanecké mandáty a stala se součástí koaliční vlády Menachema Begina. Ještě v červenci téhož roku byl Uzan jmenován náměstkem ministra pro absorpci imigrantů. V květnu 1982 jeho spolustraník Abuhacira rezignoval pro usvědčení z krádeže, ztráty důvěry a podvodu, načež Uzan získal jeho posty ministra pro absorpci přistěhovalců a ministra práce a sociálních věcí. Oba ministerské posty zastával až do voleb v roce 1984, v nichž neobhájil svůj poslanecký mandát.